# Seiichi Suzuki
Pour les articles homonymes, voir Suzuki (homonymie).
Seiichi Suzuki (鈴木 静一, Suzuki Seiichi), né le 16 mars 1901 et mort le 27 mai 1980, est un compositeur japonais.
Il est l'auteur d'une suite symphonie, Impression de la montagne, en trois parties : Avant l'aube, Après-midi dans les hauteurs, En suivant le sentier. Son instrument favori est la mandoline.
Il commence à composer pour le cinéma en 1939. Il est notamment l'auteur de la musique du premier film d'Akira Kurosawa, Sugata Sanshiro, en 1943, et de ses deux suivants.

## Œuvres principales

### Orchestrales
- Suite "Ezo"

### Orchestre de mandolines
- Suite impression montagne
- Scene canpestri
- Cantata requiem
- Suite Spagna N° 1
- Suite Spagna N° 2
- Suite Spagna N° 3
- Silkroad
- Hosokawa Gracia

### Filmographie sélective
- 1939 : Hana tsumi nikki (花つみ日記?) de Tamizō Ishida
- 1942 : La Bataille navale à Hawaï et au large de la Malaisie (ハワイ・マレー沖海戦, Hawai Marē oki kaisen?) de Kajirō Yamamoto
- 1943 : La Légende du grand judo (姿三四郎, Sugata Sanshirō?) d'Akira Kurosawa
- 1944 : Le Plus Beau (一番美しく, Ichiban utsukushiku?) d'Akira Kurosawa
- 1944 : Cette belle vie (楽しき哉人生, Tanoshiki kana jinsei?) de Mikio Naruse
- 1944 : L’Escadrille des faucons de Katō (加藤隼戦闘隊, Kato hayabusa sento-tai?) de Kajirō Yamamoto
- 1945 : La Nouvelle Légende du grand judo (續姿三四郎, Zoku Sugata Sanshirō?) d'Akira Kurosawa
- 1951 : Le Fard de Ginza (銀座化粧, Ginza keshō?) de Mikio Naruse
- 1951 : Le Palanquin mystérieux (おぼろ駕籠, Oborokago?) de Daisuke Itō
- 1960 : Yatarō gasa (弥太郎笠?) de Masahiro Makino